# Блокбастер (бомба)
Блокба́стер (англ. blockbuster, первоначально block-buster — «разрушитель квартала») — неологизм англоязычной прессы для наименования наиболее мощных (весом до нескольких тонн) авиабомб Великобритании периода Второй мировой войны.
На военном сленге бомбы этого типа назывались «печеньями» (cookie). Официальное наименование — «бомба высокой мощности» (HC — High Capacity bomb). Немцы называли их «воздушными минами» (Luftmine).
В сочетании с зажигательными бомбами блокбастеры применялись во второй половине войны для тотального разрушения немецких городов посредством ковровых бомбардировок.

## Конструкция
Бомбы этого типа имели вес 4000, 8000 и 12000 фунтов. Тонкостенный корпус «блокбастера» позволял довести вес аммотола до 75 % от веса бомбы. (В бомбах средней мощности вес взрывчатки не превышал 50 % веса бомбы). В ходе войны максимальный вес «блокбастеров» увеличился с 4000 фунтов до 12000 фунтов. Бомбы весом более 4000 фунтов собирались из секций по 4000 фунтов. Бомба «Mark I» имела сварной цилиндрический корпус из стали толщиной 0,31-дюйма (7,9 мм). Диаметр бомбы — 30 дюймов (76,200000 см), длина корпуса — 88 дюймов (2,2352000000 м), общая длина — 115 дюймов. Наконечник бомбы был коническим, а в качестве стабилизатора использовался пустой закрытый цилиндр длиной 27-дюймов (68,5800000 см). Т-образный стальной брус внутри бомбы придавал жёсткость конструкции. Дальнейшие модификации отличались незначительно, конический наконечник заменили округлым, число взрывателей увеличили с одного до трёх, чтобы гарантировать детонацию. Версии «Mark V» и «Mark VI» производились в США.
Бомбы весом 8000 фунтов и 12000 фунтов состояли из двух и трёх секций по 4000 фунтов, соединённых болтами. Однако эти секции имели увеличенный диаметр 38 дюймов (96,5200000 см).

## Применение
Англия
Для бомбардировки блокбастерами использовались бомбардировщики «Виккерс Веллингтон» и «Москито». Но наиболее тяжёлые бомбы весом 8000 и 12000 фунтов могли нести только «Ланкастеры» с модифицированным бомболюком. Первоначально применялись в основном «беспокоящие» ночные и точечные бомбардировки стратегически важных объектов, которые оказались малоэффективны из-за неточности бомбометания. Даже при случайном попадании немцы быстро устраняли локальный ущерб. Убедившись в этом и по мере завоевания господства в воздухе, англо-американское командование перешло к тактике массированных ковровых бомбардировок немецких городов для их полного уничтожения комбинированным применением блокбастеров и зажигательных бомб.
Блокбастер разрушал здания в эпицентре взрыва, но, главное, взрывной волной сносил черепичные крыши, выбивал стёкла и двери во всех зданиях на сотни метров вокруг. Отсутствие крыш делало здания уязвимыми для многих сотен мелких зажигательных бомб, которые сбрасывались вместе с блокбастером. Отсутствие оконных стёкол и дверей в зданиях создавало хорошую тягу воздуха и способствовало быстрому развитию пожара. При плотной застройке и поражении большой площади многочисленные пожары сливались в единый огненный смерч, с которым невозможно было бороться.
Блокбастер минимального веса разрешалось сбрасывать с высоты не менее 2 км, иначе взрывная волна могла повредить самолёт.
В 1943 году на Германию было сброшено 25000 блокбастеров, в 1944 году — 38000 и в 1945 году за четыре месяца 25000.
Невзорвавшиеся блокбастеры находят в Германии по сей день. Последние находки были в 2011, 2013, 2016 и
2018 годах. При их обезвреживании жителей эвакуировали в радиусе от 1.5 до 2.5 км.
Галерея изображений
Германия
Во время авианалетов на Британию немецкая авиация применяла тяжелую авиабомбу SC-1800 весом 1800 кг по прозвищу «Сатана».

## Награждение
В 1947 разработчик блокбастера Альфред Сесил Брукс был награждён орденом Британской империи с формулировкой «за выдающиеся заслуги перед Короной, суть которых не может быть разглашена».